# Kadét

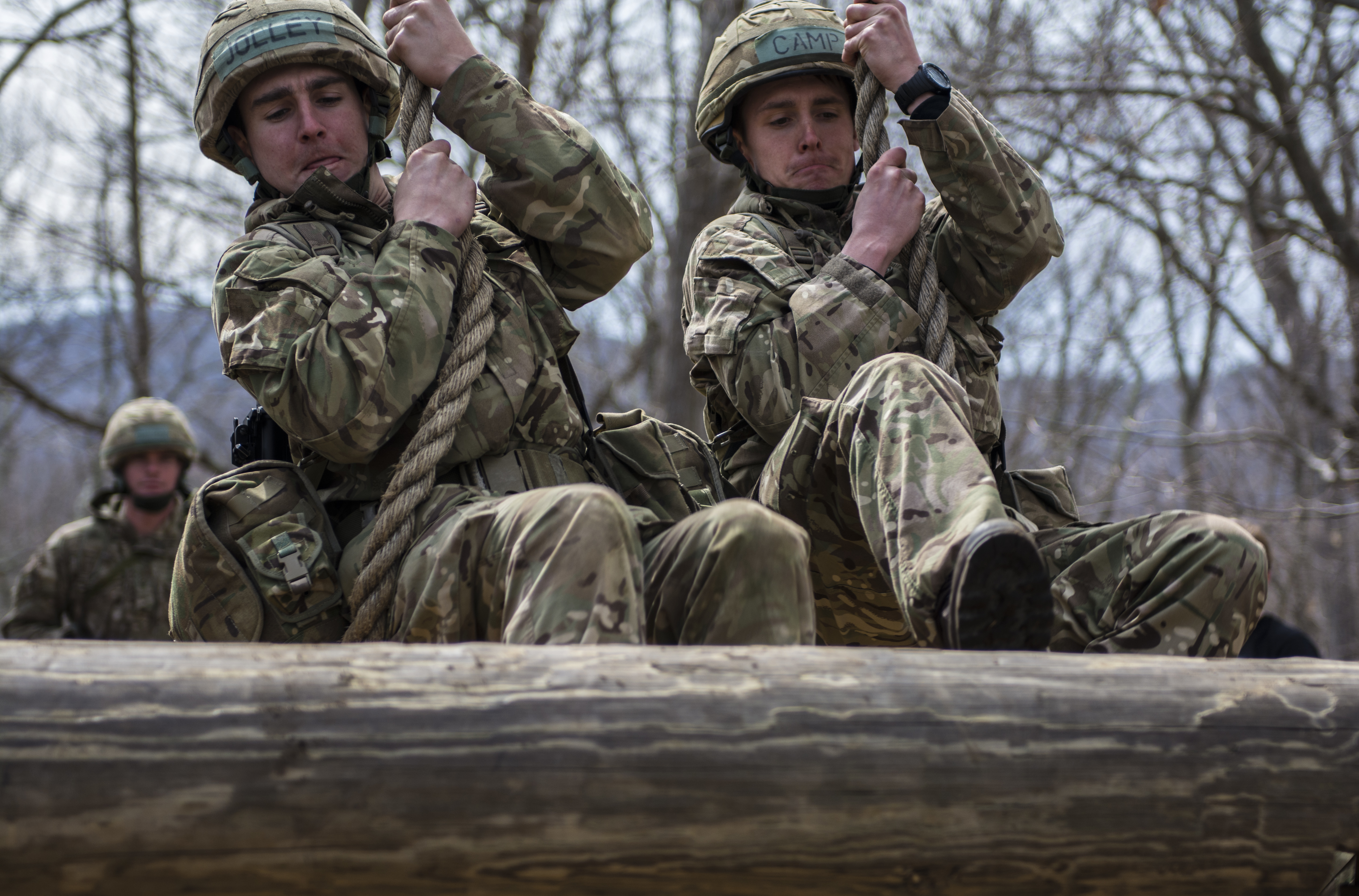
A Sandhursti Királyi Katonai Akadémia hallgatói gyakorlaton

A kadét kifejezés számos nyelvben a katonatiszti iskolák növendékeit, a hadapródokat jelöli. (Nem azonos a „kadetokkal”, a történelmi orosz Alkotmányos Demokrata Párt tagjaival.)
A nemzetközi szó a francia cadet („ifjabb fiútestvér”) nyomán alakult ki a késő középkorban alakult ki „fiatal tisztjelölt nemes katona” jelentéssel. Ebben a korban ugyanis a francia nemesi családokban a legidősebb fiú örökölte a birtokot, az ifjabba(ka)t pedig katonai pályákra adták. A cadet a dél-francia gascogne-i tájszólás capdet („főnök”) szavából jött; ez a provanszálon át a középkori latin nyelv capitellum („kis fej”) szavára, a caput, capitis („fej”) kicsinyített származékára vezethető vissza.
Az osztrák–magyar Császári és Királyi Hadseregben kadétoknak, illetve magyarosítva hadapródnak nevezték az olyan őrmesteri rangú, de tiszti állományú katonákat, akik önkéntesi évüket már kitöltötték, és a tiszti vizsgát letették. 

## Kapcsolódó szócikk
- A Császári és Királyi Hadsereg rendfokozatai (szárazföldi egységek)